# Musei di San Marino

## Musei di stato
| Museo                                                | Tipologia | Indirizzo                                                                      | Sito internet                                          |
| ---------------------------------------------------- | --------- | ------------------------------------------------------------------------------ | ------------------------------------------------------ |
| Museo di stato di San Marino                         | Storia    | Piazzetta del Titano, 1 - 47890 Città di San Marino                            | Museo di Stato                                         |
| Palazzo Pubblico                                     | Arte      | Piazza della Libertà - 47890 Città di San Marino                               | Palazzo pubblico                                       |
| Museo San Francesco                                  | Arte      | Chiesa di San Francesco, Contrada di San Francesco - 47890 Città di San Marino | Museo San Francesco                                    |
| Prima Torre                                          | Storia    | Salita alla Rocca - 47890 Città di San Marino                                  | Prima Torre                                            |
| Seconda Torre Museo delle armi antiche di San Marino | Storia    | Salita alla Cesta - 47890 Città di San Marino                                  | Seconda torre e Museo della armi antiche di San Marino |
| Galleria d'Arte Moderna e Contemporanea              | Arte      | Via Eugippo - 47890 Città di San Marino                                        | Galleria di arte moderna e contemporanea               |

## Musei privati
| Museo                                                                           | Tipologia                                     | Indirizzo                                                                     | Sito internet                                                                   |
| ------------------------------------------------------------------------------- | --------------------------------------------- | ----------------------------------------------------------------------------- | ------------------------------------------------------------------------------- |
| Museo delle cere di San Marino                                                  | Cere                                          | Via Lapicidi Marini, 17 - 47890 Città di San Marino                           | Museo delle cere di San Marino                                                  |
| Museo delle armi moderne                                                        | Storia                                        | Palazzo Manzoni Borghesi, Contrada della Pieve, 2 - 47890 Città di San Marino |                                                                                 |
| Museo storico della federazione balestrieri sammarinesi                         | Storia                                        | Contrada Omerelli, 51 - 47890 Città di San Marino                             | Federazione balestrieri San Marino                                              |
| Museo storico della tortura                                                     | Storia                                        | Contrada San Francesco, 2 - 47890 Città di San Marino                         | www.thetorturemuseum.it                                                         |
| Museo della civiltà contadina e delle tradizioni della Repubblica di San Marino | ricostruzione d'interno di una casa contadina | Strada di Montecchio, 11 - 47890 Città di San Marino                          | Museo della civiltà contadina e delle tradizioni della Repubblica di San Marino |
| Museo delle curiosità                                                           | Guinness dei primati e curiosità              | Salita alla Rocca, 26 - 47890 Città di San Marino                             | Museo delle curiosità                                                           |
| Le macchine di Leonardo da Vinci                                                | Scienza                                       |                                                                               |                                                                                 |
| Titanus Museum                                                                  | Storia di San Marino                          | Contrada Santa Croce, 20 - 47890 Città di San Marino                          | Titanus Museum                                                                  |

## Altri
- il Museo dell'emigrante della Repubblica di San Marino a  Città di San Marino
- Il Museo di storia naturale a Città di San Marino
- Il Museo postale e filatelico a Borgo Maggiore
- Il Vintage Car Museum a Borgo Maggiore
- La Collezione Maranello Rosso che comprende il  Museo Ferrari e la  Collezione Abarth a Falciano, curazia (frazione) di Serravalle
- Il Museo dello sport e dell'olimpismo a Serravalle
- Il Museo all'aperto di San Marino
- Il Museo dei vampiri e licantropi
- Il Museo del Francobollo e della Moneta
- Il Museo Ferrari - Abarth San Marino[2]